# Aziercy (rejon dokszycki)
Aziercy (biał. Азерцы; ros. Озерцы, Oziercy) – wieś na Białorusi, w obwodzie witebskim, w rejonie dokszyckim, w sielsowiecie Biehomla. W 2009 roku liczyła 15 mieszkańców.